# Galerías Pacífico (edificio)

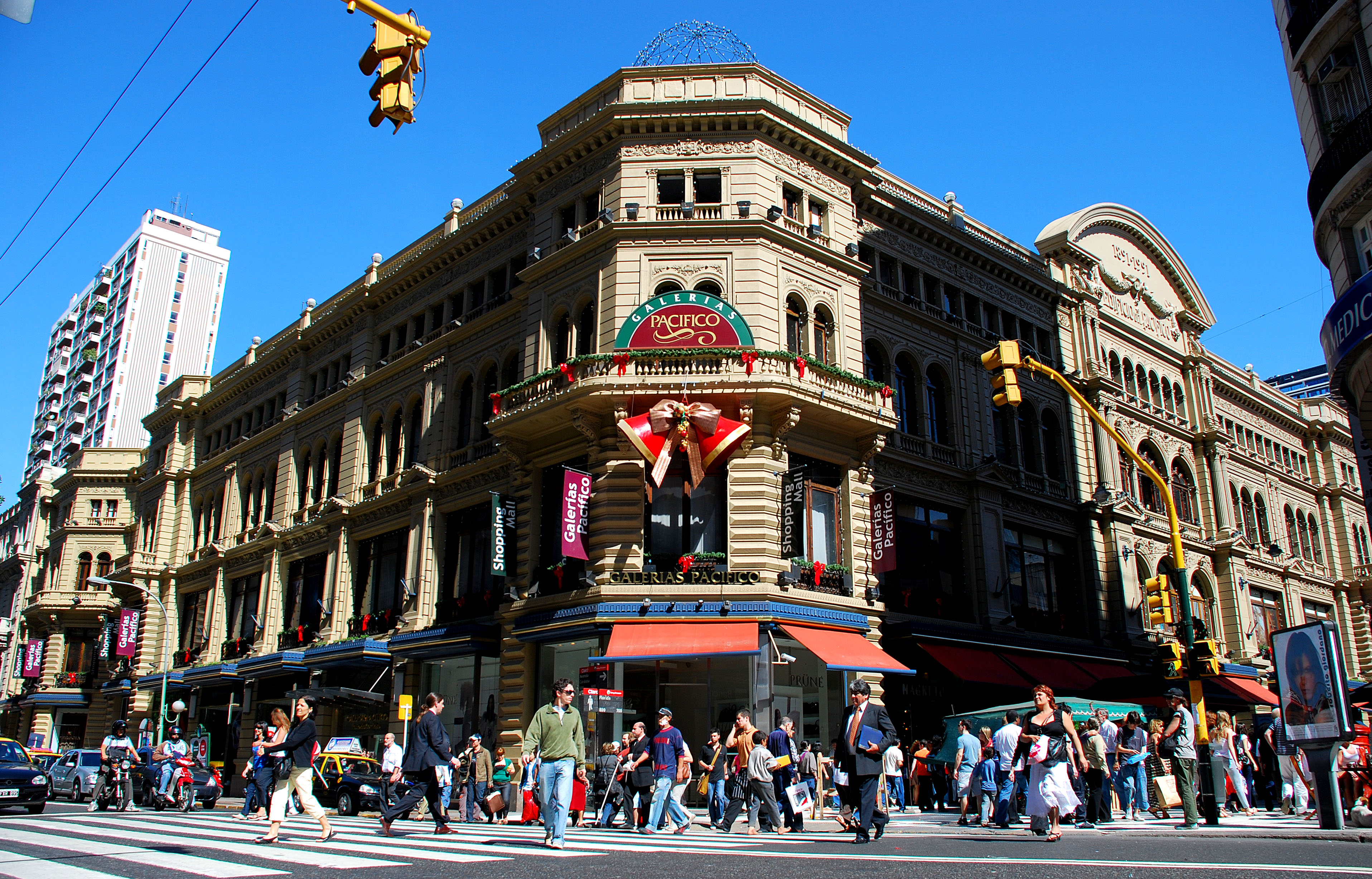
Galerías Pacífico. Esquina de Córdoba y Florida.

El edificio de las Galerías Pacífico o Edificio del Pacífico es un edificio histórico de Buenos Aires, construido en el siglo XIX en pleno centro de la ciudad, que ocupa casi toda la manzana limitada por las calles Florida, Viamonte y San Martín y la avenida Córdoba.

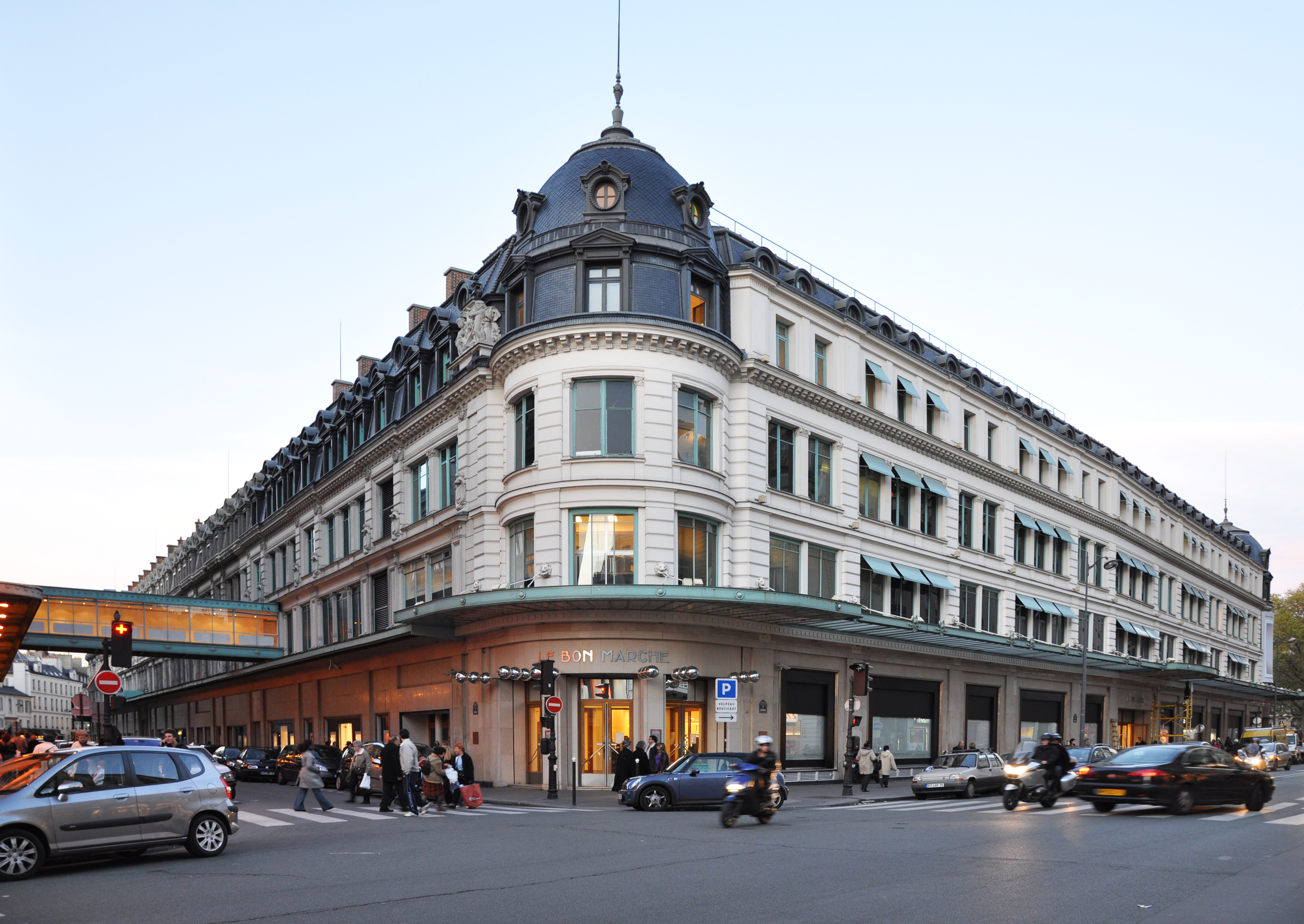
Edificio de Au Bon Marché en París.

El edificio fue proyectado en 1888 para instalar la sucursal argentina de la conocida tienda por departamentos Au Bon Marché de París. Para ello se eligió como ubicación, una manzana en la zona norte de la calle Florida, en su intersección con la aún entonces calle Córdoba. Por ese entonces las clases altas porteñas estaban abandonando la zona sur de la ciudad, luego de la mortífera epidemia de fiebre amarilla de 1871, para asentarse en el Barrio Norte y Florida se había transformado en una de las principales calles comerciales de la ciudad. Otra gran tienda como Gath & Chaves se había instalado pocos años antes en Florida y Cangallo, y Harrods, también lo haría dos décadas después, en Florida y Paraguay.
El diseño fue obra del arquitecto parmesano Roland Le Vacher y la construcción fue dirigida por el ingeniero-arquitecto Emilio Agrelo. Estaba inspirado en las grandes galerías europeas como la Galería Vittorio Emanuele II de Milán, y contaba con algunos adelantos tecnológicos de la época como los ascensores mecánicos, la iluminación y la calefacción centralizadas. Al igual que su modelo milanés, contaba con dos grandes pasajes a modo de cruz, con techos translúcidos, que se unían en el centro del terreno, bajo una gran cúpula de vidrio.
Tiene planta en forma de cruz, con accesos por Florida, Córdoba, San Martín y Viamonte. En su interior posee dos galerías, una de 10 metros de ancho por 105 de largo y otra de 10 metros de ancho por 70 de largo, con una rotonda en el punto de unión central. Este proyecto de gran envergadura, de cuatro pisos de altura y dos sótanos, quedó trunco por los avatares económicos del país. El estilo arquitectónico responde al academicismo francés, en su versión ecléctica, puesto que se tomaron elementos de distintas tradiciones combinándolos de manera armónica. Los accesos fueron jerarquizados por la colocación de columnas corintias de fuste acanalado que miden dos pisos de altura. Tanto las fachadas internas como las externas fueron profusamente decoradas con elementos clásicos, como frontis triangulares sobre las ventanas, pilastras separando las aberturas de ventanas y puertas y ménsulas decorativas que portan graciosos balcones en las ventanas externas del segundo piso. De acuerdo con los planos, las calles internas del edificio se techarían con una estructura de hierro y vidrios –a la manera de las galerías europeas– para dar luminosidad al conjunto. El cerramiento vidriado diseñado originalmente no se llevó a cabo, quedando los corredores internos a cielo abierto. Esta deuda con el proyecto primitivo recién fue saldada con la renovación realizada hace pocos años por el Estudio Juan Carlos López y Asociados. 
Al año de iniciarse la obra Argentina fue severamente sacudida por una crisis económica, seguida de una crisis política conocida como la Revolución del 90. La construcción del edificio se detuvo y los inversionistas franceses abandonaron el proyecto de instalar la tienda. La frustración del negocio inicial, llevó a los inversionistas locales a buscar otras opciones para el edificio. 
La primera alternativa fue realizar en el cuadrante noreste (Córdoba y San Martín) un hotel de lujo, que también fue construido por Le Vacher y Agrelo, siguiendo las mismas pautas estéticas. En 1889 fue inaugurado con el nombre de Hotel Phoenix que llevó durante más de un siglo. Actualmente subsiste bajo el nombre de Hotel Esplendor Buenos Aires.
Las obras continuaron luego de la crisis, inaugurándose en 1894 el cuadrante noroeste (Córdoba y Florida) y en 1898 el cuadrante sureste (Viamonte y San Martín). Los locales fueron ocupados por comercios menores de rubros diversos, unidos en una sociedad llamada Galería Florida. En 1896 se instaló también allí el Museo Nacional de Bellas Artes y la Academia Nacional de Bellas Artes.
El cuarto cuadrante, correspondiente al suroeste (Florida y Viamonte) nunca sería construido, quedando en diversas manos, y en la actualidad están ocupadas por varios edificios particulares.
El Edificio del Pacífico, propiamente dicho, se complementa con una construcción autónoma ubicada en el cuadrante noreste de la manzana, pero realizada por los mismos arquitectos en la misma época, guardando una continuidad estilística; allí se instaló el Hotel Phoenix (actual Hotel Esplendor).
A lo largo del tiempo ha albergado el Museo Nacional de Bellas Artes, la Academia Nacional de Bellas Artes y la administración de la empresa Ferrocarril Buenos Aires al Pacífico, de donde tomó su nombre. Actualmente es sede de un importante centro comercial, del Centro Cultural Borges, de la Universidad Nacional de Tres de Febrero y otras instituciones educativas. En el edificio complementario del cuadrante noroeste, se encuentran el Hotel Esplendor y el histórico Teatro Payró.

### El proyecto Aslán-Ezcurra

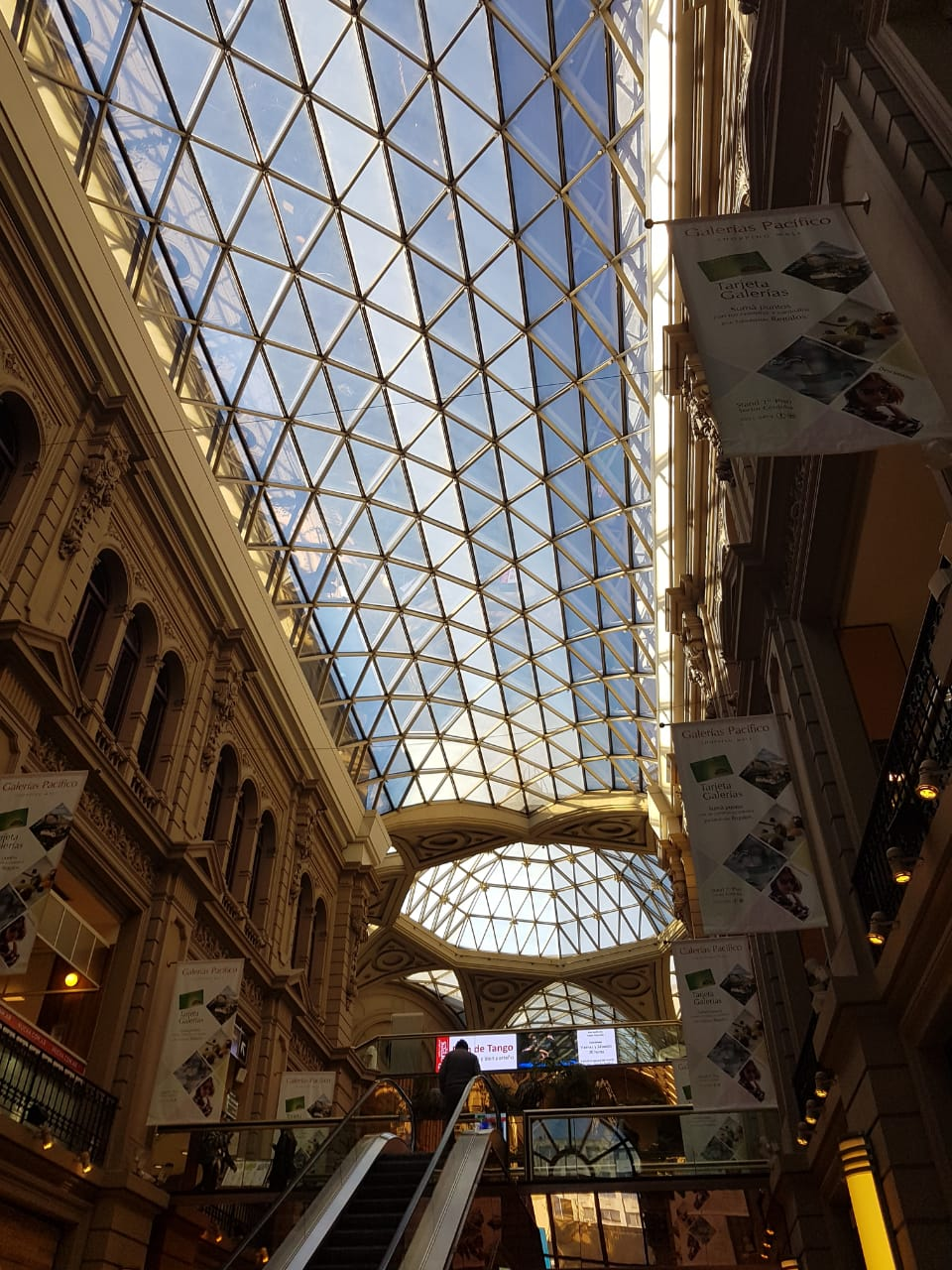
Bóveda de cañón corrido de perfiles triangulares y vidrios translúcidos

En 1908 el edificio fue comprado por el Ferrocarril Buenos Aires al Pacífico, primero parcialmente y luego totalmente, estableciendo allí sus oficinas centrales y dándole su nombre definitivo: Galerías Pacífico.
En 1945 el Ferrocarril Buenos Aires al Pacífico decidió realizar reformas en el edificio con el fin de instalar tiendas comerciales en la planta baja. Este fue un momento clave en la historia de las Galerías Pacífico ya que era la primera vez, transcurrido medio siglo, en que se volvía a vislumbrar el plan original de las tiendas comerciales. Se convocó a los arquitectos Jorge Aslán y Héctor Ezcurra. La intervención del Estudio fue muy criticada recientemente, a causa de que en vez de respetar el plano original y techar las galerías con una cubierta vidriada, colocaron bóvedas de hormigón a la altura del primer piso. La posibilidad de techar las calles con un techo liso tenía el problema de que la altura máxima debía ser de 4,5 metros para no quitar luz a las ventanas del primer piso de las galerías donde funcionaban las oficinas del Ferrocarril. Además, para sostenerlo, se hubieran tenido que colocar columnas que llegaran al sótano, causando demasiadas transformaciones en el edificio. Luego en 1946 las galerías se transformaron aún más, haciendo de uso puramente comercial, lo que llevó a nuevas reformas como lo fue el techando vidriado en las áreas de circulación con bóvedas de cañón corrido que convergen en una cúpula con murales creados por diferentes artistas de gran prestigio.
A su vez el edificio forma parte del programa “APH” (área de protección histórica) de manera tal que Galerías Pacífico hoy es una obra arquitectónica reconocida por sus valores históricos, simbólicos y arquitectónicos que requieren de esta protección para no ser demolidos. Sus fachadas fueron resueltas en un estilo que se asemeja al del segundo imperio.

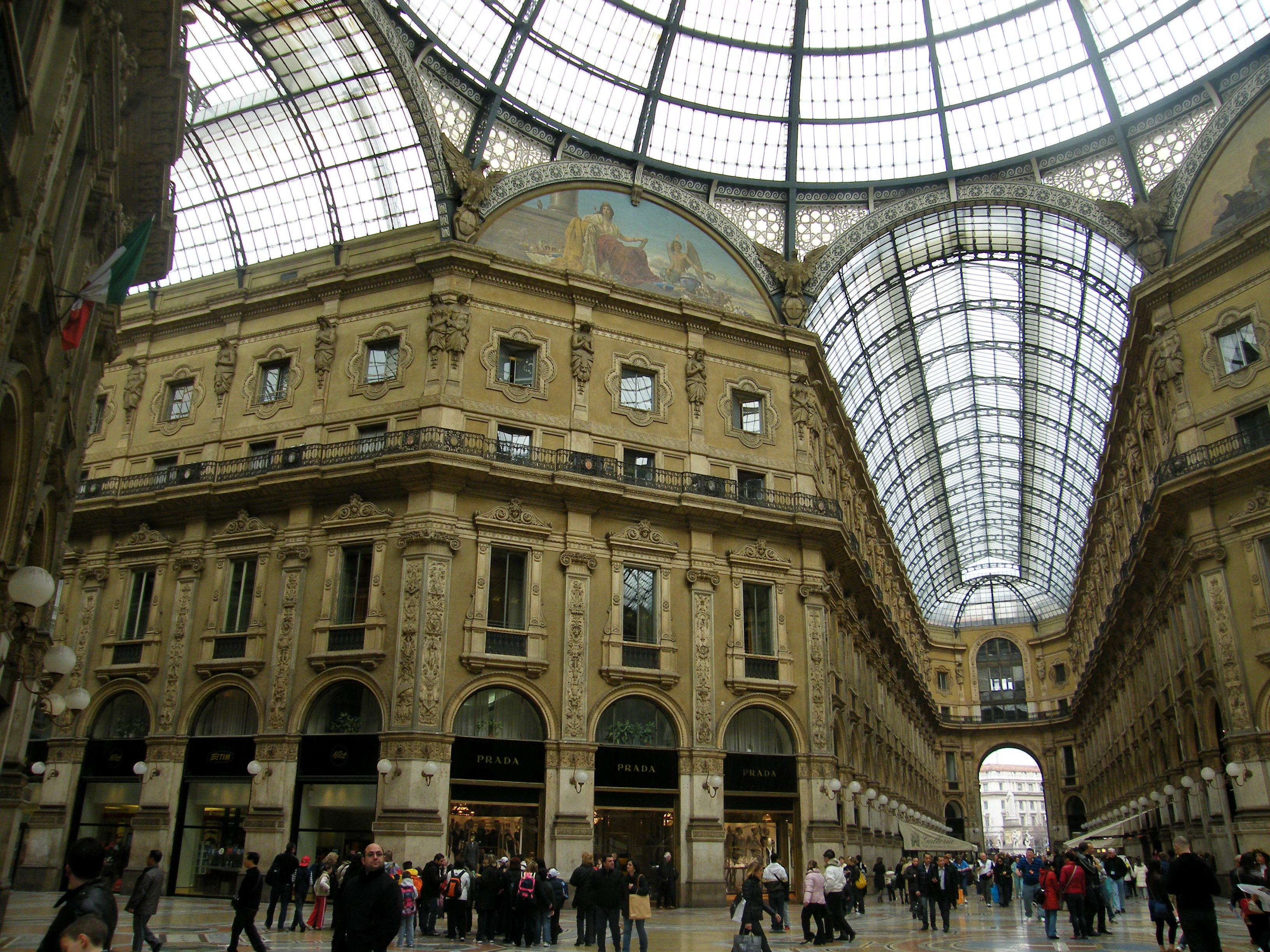
Cúpula de la Galería Vittorio Emanuele II en Milán.

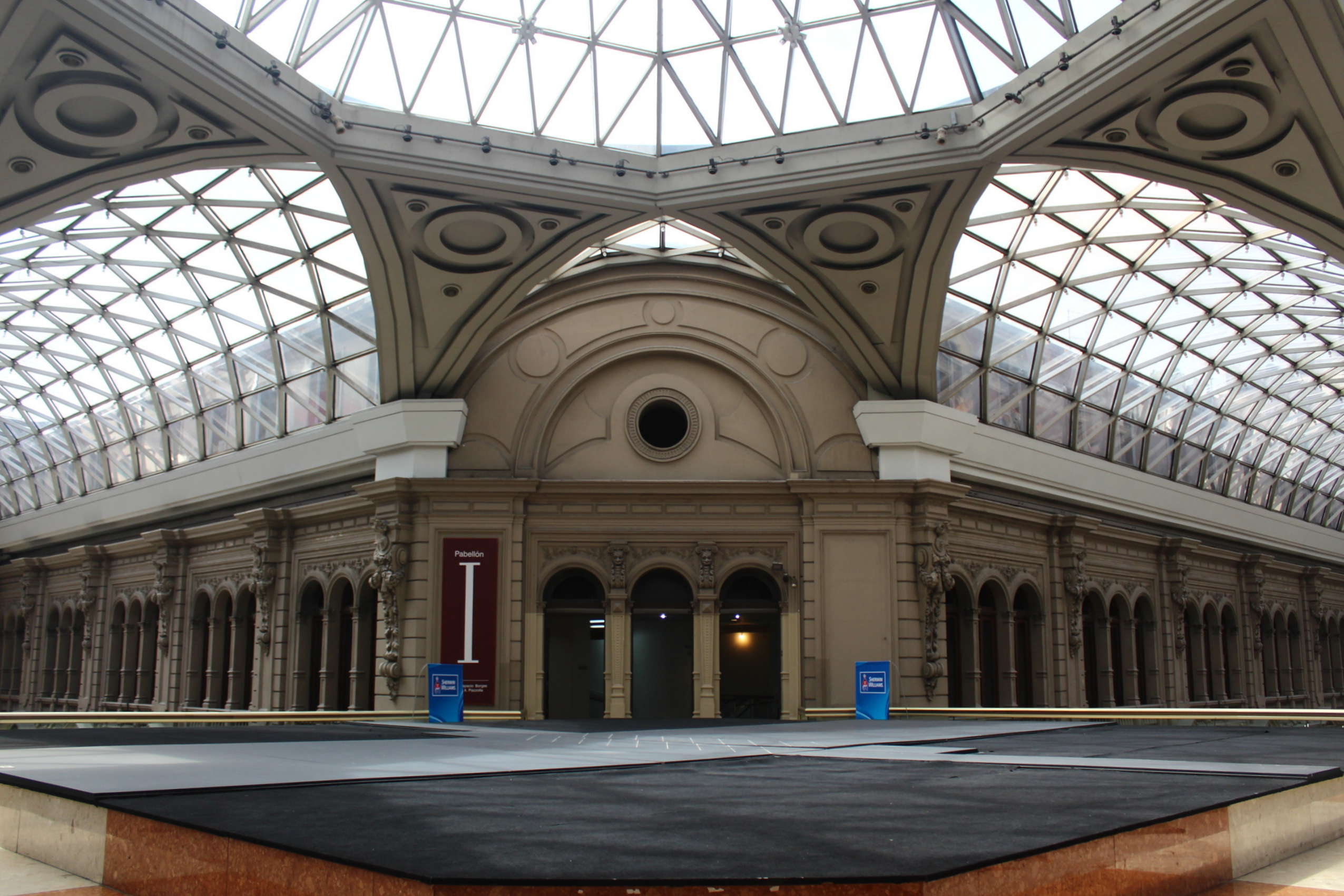
Cúpula de las Galerías Pacífico en el sector del Centro Cultural Borges.

En 1976, la dictadura cívico-militar que tomó el poder ese año decidió demoler la manzana donde se encontraba el edificio y la contigua, para construir un enorme complejo de viviendas y hoteles. Aún sin que hubiera ninguna oposición de las instituciones historiográficas y arquitectónicas, el proyecto solo logró completarse parcialmente en la manzana contigua, con el nombre de Galería de las Catalinas y las Galerías Pacífico sobrevivieron, pero muy deterioradas.
En 1989 el edificio fue declarado Monumento Histórico Nacional y privatizado, concediéndose su explotación comercial por un plazo de treinta años con un canon de 30.000 dólares mensuales. A principios de 1990 fue totalmente remodelado bajo la dirección del estudio de arquitectura Juan Carlos López y Asociados y se instaló un lujoso centro comercial, con el nombre de Galerías Pacífico. También se instalaron en años siguientes el Centro Cultural Borges y diversas instituciones educativas como la Universidad Nacional de Tres de Febrero y la Escuela de Danza Clásica de Julio Bocca.

## Los murales

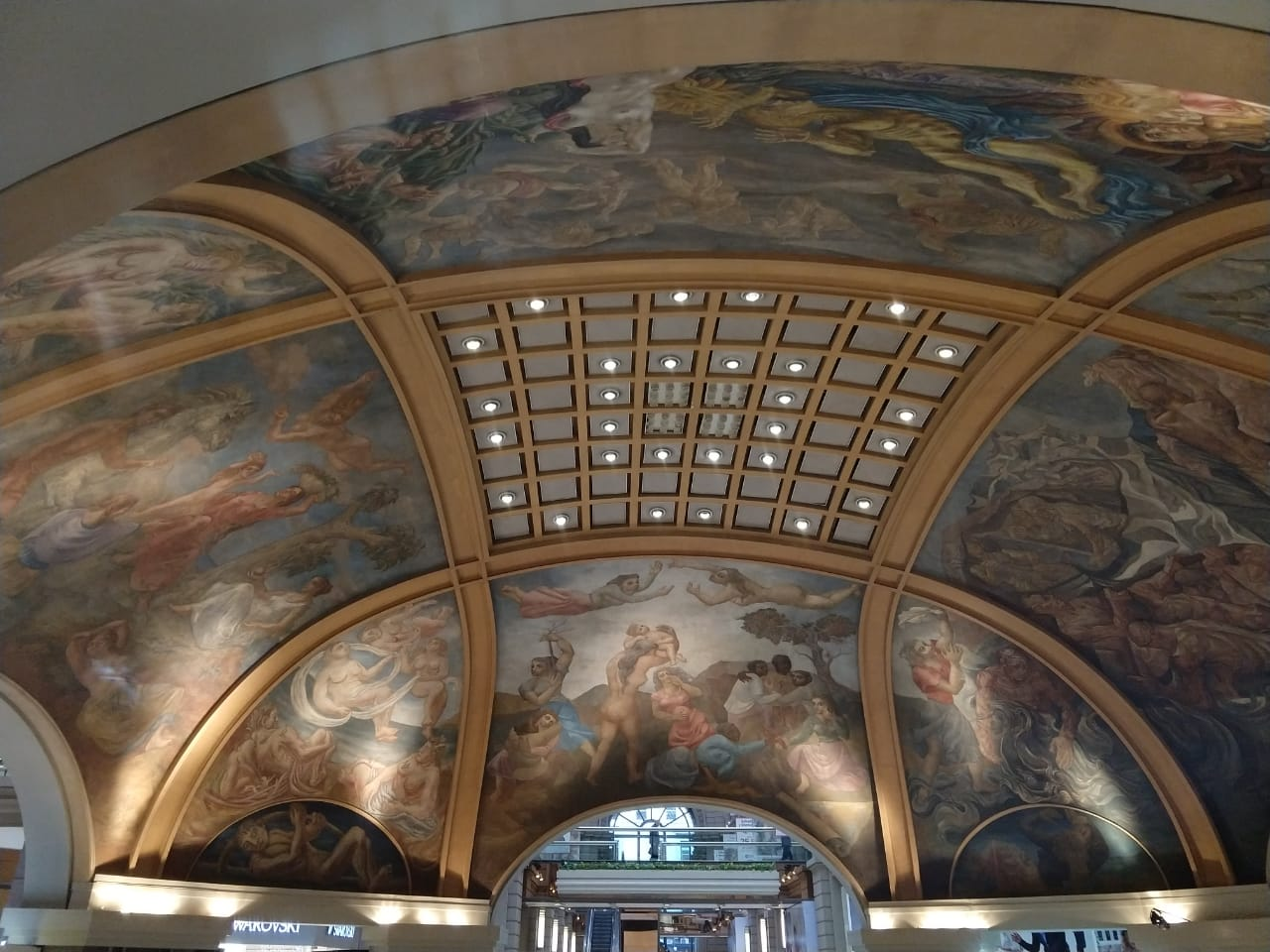
Obras artísticas ubicadas en la cúpula del edificio

En el centro del mismo se encuentran una serie de célebres murales realizados en 1945-1947 en la pared interior de la cúpula, por varios de los más destacados pintores argentinos: Antonio Berni, Lino Spilimbergo, Juan Carlos Castagnino y Demetrio Urruchúa) y el gallego Manuel Colmeiro Guimarás, considerados como la manifestación más importante del muralismo argentino. Estos murales poseen gran cantidad de situaciones, mensajes y entre otras cosas que los artistas buscaron crear con sus obras además del acuerdo original que cada uno propuso, ya es así que surgió la creación individual diferenciándose del todo, logrando que los murales en todas las galerías hablen por sí solos, ofreciendo las diferentes emociones y significados.

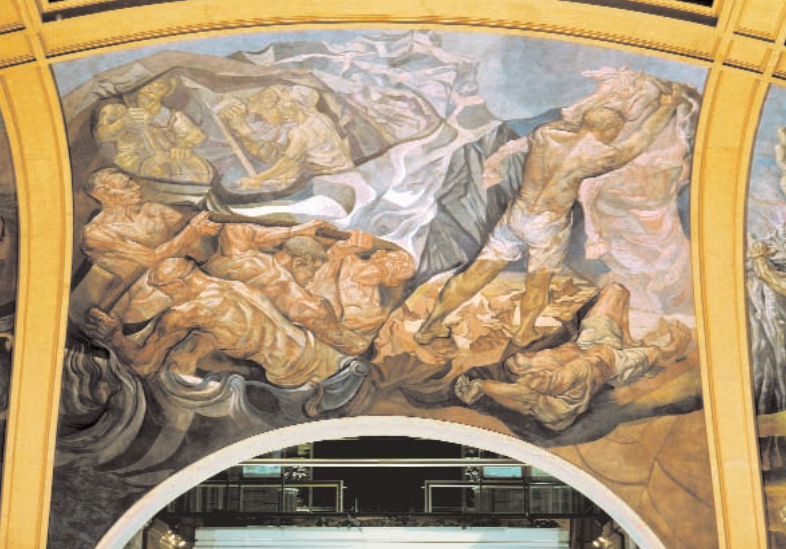
Spilimbergo, El dominio de las fuerzas naturales.

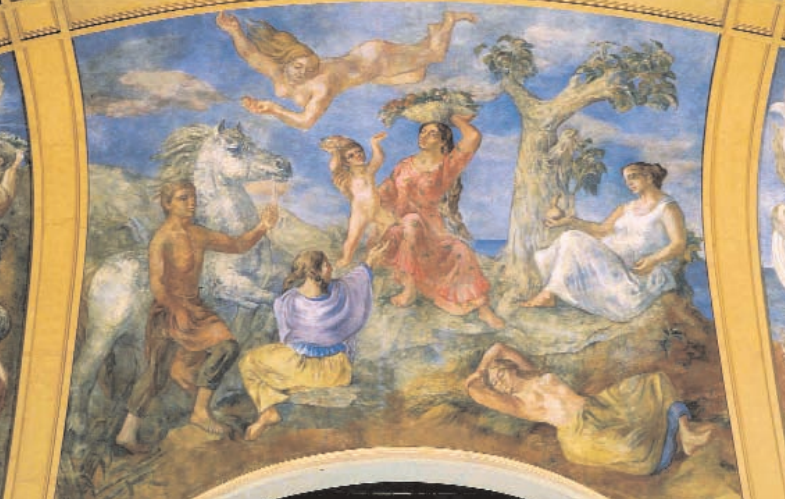
Castagnino, La vida domestica

El conjunto se compone de cuatro grandes paneles, el Oeste, titulado La vida doméstica o La ofrenda generosa de la naturaleza, pintado por Castagnino; el Sur, pintado por Berni y titulado El amor o La germinación de la tierra; el Este, titulado El dominio de las fuerzas naturales o La lucha del hombre con los elementos de la naturaleza, pintado por Spilimbergo, y el Norte, titulado La fraternidad o La hermandad de las razas, pintado por Urruchúa. Las cuatro pechinas, a su vez, poseen también gran autonomía. Dos de ellas, la Norte-Oeste y la Oeste-Sur son conocidas como La pareja humana y fueron realizadas por Colmeiro. Las otras dos, en el mismo sentido de circulación, fueron pintadas por Berni y Spilimbergo-Urruchúa. La pechina Sur-Este, realizada por Berni, ofrece una alegoría del trabajo humano; la Este-Norte, pintada conjuntamente por Spilimbergo y Urruchúa, autores de los paneles principales que en ella se comunican, ofrece una escena en la que una mujer despide a los varones que lucharán, en el panel principal contiguo, contra las fuerzas de la naturaleza. Los cuatro lunetillos, debajo de las pechinas, están decorados con cuatro figuras recostadas, dos femeninas y dos masculinas, y fueron pintados por cada uno de los artistas que ejecutaron esas mismas pechinas, aunque en el caso de la compartida por Spilimbergo y Urruchúa, el lunetillo fue realizado en soledad por este último. Tanto en los paneles principales como en las pechinas el plano está dividido en cielo y tierra, y los personajes se distribuyen con equilibrio diverso según la composición decidida por cada artista. La paleta de colores es equilibrada, aunque predominan los tonos ocres y los pasteles en la región realizada por Urruchúa, Colmeiro y Castagnino, al tiempo que en la región realizada por Berni y Spilimbergo la paleta incorpora tonos más agresivos, especialmente amarillos, rosados y azules.

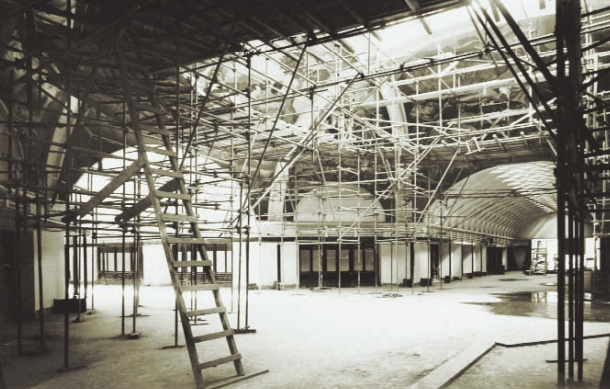
Restauración de los murales (1978)

### La primera restauración de los murales
El paso del tiempo y las pocas obras de mantenimiento del edificio hicieron que hacia fines de la década del '70 los murales llegaran a una situación crítica, pues las filtraciones de agua hacían peligrar la pervivencia de la capa pictórica. Una gran polémica se desató entonces en torno del mantenimiento de la obra y finalmente se decidió que fuera restaurada. En 1978 se iniciaron las obras de restauración dirigidas por Antonio Berni, quien se dedicó a la recuperación del panel principal y la pechina que había pintado tres décadas antes, así como a supervisar el rescate de los restantes murales a cargo de Giustozzi Tessaro –discípulo de Urruchúa, quien reparó las piezas de su maestro–, de Oscar Carballo, quien asumió las de Spilimbergo, y de un pintor de apellido Capurro que se ocupó de las obras de Castagnino.

## Centro Cultural Borges
En el centro de las Galerías Pacíficos en la ciudad de Buenos Aires se encuentra el Centro Cultural Borges, una organización cultural sin fines de lucro creada por la Fundación para las Artes. En octubre de 1995 fue inaugurado y este ocupa un espacio de más de 10.000 m². 
Se inauguró con una muestra de Jorge de la Vega, la exposición Arte de Argentina de 1920-1994 que fue preparada por el Museo de Arte Moderno de la Universidad de Oxford. Este centro cultural fue inaugurado por el Rey de España Juan Carlos I. Es un espacio que destaca la figura de Jorge Luis Borges, la Corona de los Andes y una exhibición de pintura española de los siglos XIX y XX. El proyecto se realizó con el compromiso de Galerías Pacífico para que destine un área importante para la realización de actividades culturales, que ya lleva más de quince años cumpliendo con ese compromiso.

## Centro clandestino de detención y tortura
En La doctrina del shock, Naomi Klein describe cómo el edificio fue utilizado como centro de detención y tortura por la junta militar que gobernó Argentina desde 1976 a 1983:

En 1987 un equipo de rodaje estaba filmando en el sótano de Galerías Pacífico, uno de los centros comerciales más lujosos del centro de Buenos Aires, cuando descubrieron horrorizados un centro de tortura abandonado. Resultó ser que durante la dictadura, el Primer Cuerpo del Ejército escondió a algunos de sus desaparecidos en las tripas del centro comercial. En las paredes de las mazmorras todavía se podían ver las marcas desesperadas que habían hecho los prisioneros muertos hacía tiempo: nombres, fechas, súplicas de ayuda.

Por azar, once años después, Arturo Santana, director de fotografía portugués, ex-desaparecido y uno de los supervivientes a las torturas allí realizadas, pero que hasta entonces creía desconocer dicho lugar, cuenta que habiéndosele encargado a su equipo de filmación la realización de un videoclip musical en las galerías, al acceder a sus sótanos reconoció el embaldosado y comenzó a sentirse mal de manera repentina, tomando entonces conciencia de encontrarse en el lugar donde había sido secuestrado y torturado mediante corrientes eléctricas durante cuatro o cinco días en 1976.

## El Decreto 929/89
Declárase monumento histórico nacional a las Galerías Pacífico, de la Capital Federal. Buenos Aires, 3/10/89 (...) Considerando: Que este edificio, que antiguamente fuera conocido como el “Bon Marché Argentino” fue diseñado hacia 1889 por los arquitectos Emilio Agrelo y Raúl Levacher para albergar a un conjunto de tiendas semejantes al “Bon Marché de París”. (...) Que la obra marcó un verdadero impacto en la ciudad, puesto que en la década de 1890, período de su realización, difería de todas las construcciones existentes, no sólo por su vasta escala sino también por su organización espacial.